# Колонизация на Венера
Колонизацията на Венера представлява част от научнофантастичен сюжет, при който хора могат да бъдат заселени на планетата и да създадат постоянни или временни жилищни обекти. Мнозина считат, че колонизацията на Венера представлява неизбежна стъпка в бъдещето, когато ресурсите на Земята ще бъдат силно ограничени. Все пак заради откритието за негостоприемната повърхност на Венера, сега очакванията са насочени по-скоро към Луната и Марс.

## Прилики със Земята
- Венера е много близка по размер до Земята. Размерът и е около 85% от земния.
- Венера е най-близката до Земята планета.

## Разлики със Земята
Венера има много разлики със Земята, които ще затруднят нейната колонизация.
- Атмосферното налягане на Венера е 93 пъти по-голямо от земното.
- Атмосферата на Венера е изградена от въглероден диоксид и азот.
- Средната температура на Венера е 463 градуса по Целзий.
- Наклонът на оста на Венера е 3 градуса и заради това там няма сезони.
- Един ден на Венера е равен на 121 земни дни заради бавното и въртене.
- На Венера има много гъст слой облаци, които почти спират слънчевата светлина.
- На Венера вали киселинен дъжд.
- Венера няма магнитно поле и не спира слънчевият вятър както прави Земята.

|  | Тази страница частично или изцяло представлява превод на страницата Colonization of Venus в Уикипедия на английски. Оригиналният текст, както и този превод, са защитени от Лиценза „Криейтив Комънс – Признание – Споделяне на споделеното“, а за съдържание, създадено преди юни 2009 година – от Лиценза за свободна документация на ГНУ. Прегледайте историята на редакциите на оригиналната страница, както и на преводната страница, за да видите списъка на съавторите. ВАЖНО: Този шаблон се отнася единствено до авторските права върху съдържанието на статията. Добавянето му не отменя изискването да се посочват конкретни източници на твърденията, които да бъдат благонадеждни. |